# 濮祖荫
濮祖荫（1937年—），国际宇航科学院通讯院士、已退休的北京大学地球与空间科学学院空间物理与应用技术研究所教授、博士生导师，是中国的一位空间物理学家，研究方向为磁层物理和空间等离子体物理。

## 生平
他于1962年毕业于北京大学地球物理系，1991年起任北京大学教授。他是中国的地球空间双星探测计划的主要发起人之一，并在双星计划与欧洲空间局星簇计划（Cluster）的合作中起到关键作用。他于2009年当选国际宇航科学院通讯院士，并曾获得国家自然科学奖二等奖（2001年）、三等奖（1995年），国际空间研究委员会2010年Vikram Sarabhai 奖章， 以及美国地球物理学会（AGU）国际奖（2012年）。

## 家庭
濮祖荫育有两个儿子，其中小儿子为歌手朴树。